# Oksfjorden (Lebesby)
Oksfjorden (nordsamisk: Vuoksavuotna) er en fjord på nordsiden af Nordkinnhalvøen i Lebesby kommune i Troms og Finnmark fylke i Norge. Fjorden går 14 km mod sydøst til Sørbotn inderst i fjorden som er en del af Oksevåg.
Fjorden har indløb mellem Kjelsnæringen i vest og Engelsnæringen i øst. Fjorden går på nordøstsiden af Skjøtningberghalvøen. Syd for denne ligger Kjøllefjorden. Det tidligere fiskerleje Skjøtningberg ligger på sydsiden helt yderst i fjorden. Hele Oksfjorden er fraflyttet og består kun af hytteområder (2012).
Oksfjorden er en fungerende nødhavn og har et blink på «Avløsninga» og en fyrlygte på Russenes
Dele af filmen Orions bælte blev indspillet på Oksfjorden, blandt andet blev «Sandy Hook» sænket her.
Fylkesvej 894 går langs enden af fjorden.